# سفيان زعبوب
سفيان زعبوب (مواليد 23 يناير 1983 في مونتيرو فاولت يون) هو لاعب كرة قدم فرنسي جزائري يلعب حاليًا مع اتحاد عنابة في الرابطة الجزائرية المحترفة الأولى. اشتهر بارتداء القفازات بغض النظر عن الظروف الجوية.

## في النوادي

### سويندون تاون
كان أول توقيع لزعبوب مع المدرب باول ستوروك ووقع على صفقة قصيرة الأجل في نوفمبر 2006 بعد مغادرة نادي بروكسل، بعد أيام قليلة من وصول ستوروك إلى النادي. قبل انضمامه إلى سويندون، خاض العديد من التجارب في الأندية رفيعة المستوى - بما في ذلك CFbeda CF ، وبريستون نورث إيند ، وسوانزي سيتي ، ونادي بليموث أرجايل ، ونادي لوتون تاون ، ونادي دندي ، ونادي ميتز، لكن أطول تجربة له كانت في نادي ستوروك السابق شيفيلد وينزداي. سجل هدفه الأول وما تبين أنه هدف سويندون الوحيد في الفوز 2-1 على ريكسهام في 13 يناير 2007.
وبسبب التعزيزات المقدمة إلى فريق سويندون تاون مع أمثال انتوني مكنيم واذين أداروا سلسلة من المباريات ببراعة على اليسار لروبينز، فاعتبر زعبوب فائضًا عن متطلبات النادي. غير قادر على الانضمام إلى الفريق الأول، وأُخبر اللاعب المفضل لدى مشجعي 2006/07 في مارس 2008 بأن عقده لن يُجدد وفي نهاية الموسم اضطر إلى العثور على ناد جديد.

### والسال
أكمل زعبوب انتقاله إلى والسال في يوليو/تموز 2008 وأصبح توقيعه معنادي والسول الرابع في الصيف. عانى من إصابات في ظهره وفخذيه في فترة ما قبل الموسم ولم يتمكن من الانضمام إلى الفريق الأول عند عودته. ومع ذلك، فقد عقد العزم على الحفاظ على لياقته البدنية وبذل قصارى جهده في التدريبات للحصول على المركز الأول في الفريق، واستعاد مكانه مرة أخرى بعدد من العروض الرائعة الجناح الأيسر، وسرعان ما أصبح المفضل لدى الجماهير.

### وفاق سطيف
في 6 يناير 2011، وقع زعبوب عقدًا لمدة 18 شهرًا مع نادي وفاق سطيف الجزائري.

## روابط خارجية
- سفيان زعبوب على موقع قاعدة بيانات كرة القدم.إي يو (الإنجليزية)
- سفيان زعبوب على موقع Soccerbase.com (لاعب) (الإنجليزية)
- سفيان زعبوب على موقع Soccerway.com (الإنجليزية)